# Gaiwan

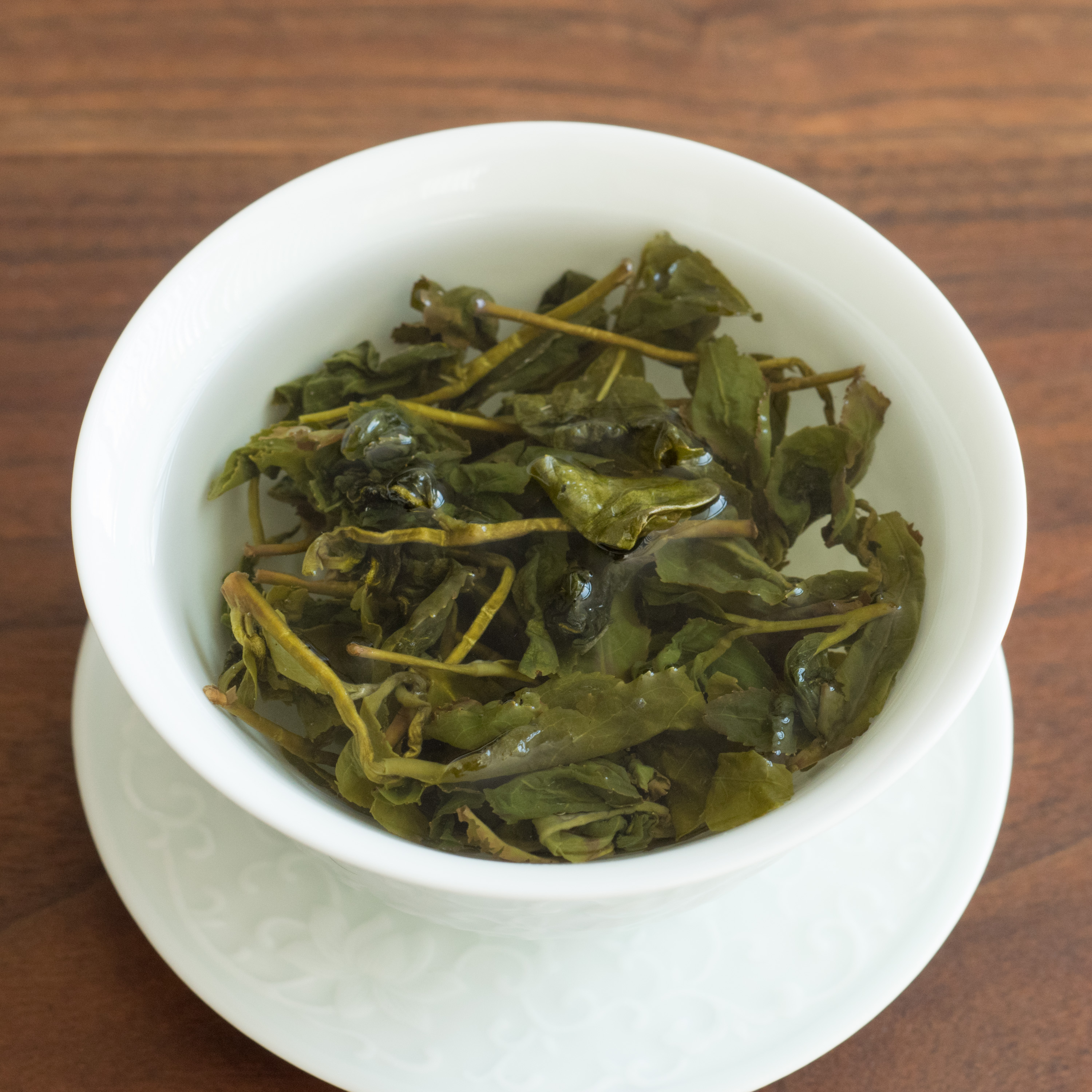
Gaiwan met groene thee

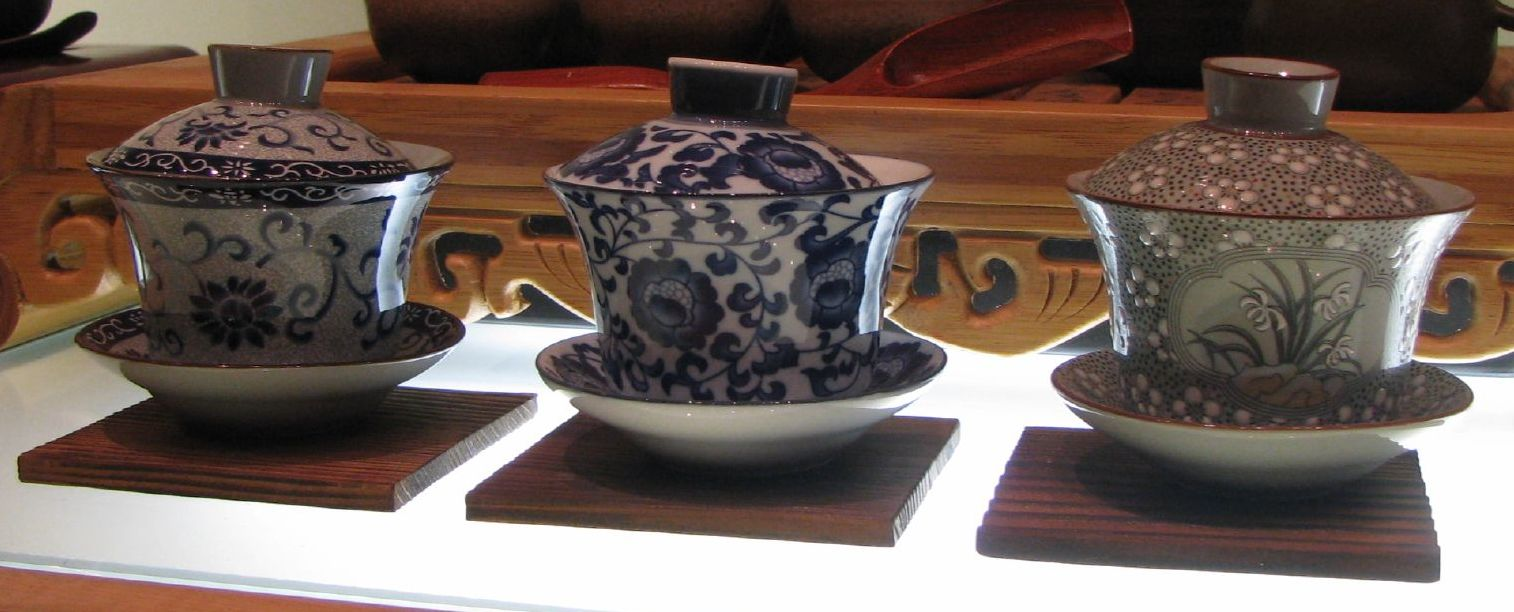
Porseleinen kleurvarianten

Een gaiwan (Chinees 盖碗, pinyin "gàiwǎn"), gaibei (Chinees 盖杯, pinyin "gàibēi") of juzhong is een Chinese kom om thee mee te zetten of er thee uit te drinken. Het bestaat uit een schotel, een ronde kom met een naar buiten uitlopende rand en een deksel. Oorspronkelijk bestaat een gaiwan uit aardewerk of porselein, maar er zijn ook gaiwans uit glas op de markt.

## Geschiedenis
De gaiwan heeft zich ontwikkeld uit de eenvoudige theekom, de chawan (Chinees: 茶碗, uitspraak "tsja-wan"), waarin de thee gezet werden en waaruit ook gedronken werd. De chawan is vergelijkbaar met de matchawan, waarin bij theeceremonies poederthee in water geroerd wordt. In de 9de eeuw beschreef de ceremoniemeester Loe Joe het gebruik van de eenvoudige chawan.
Tijdens de Mingdynastie (1368 tot 1644) kwam er verandering in de theebereiding: i.p.v. theepoeder werden theebladeren gebruikt, waarop heet water gegoten werd. Voor het uitschenken konden toen de theeblaadjes met behulp van een deksel in de kom gehouden worden. De kommen waren zo groot dat ze met beide handen vastgehouden moesten worden. De huidige gaiwans zijn kleiner en kunnen met één hand vastgehouden worden. Zo kan er direkt uit gedronken worden en is het niet nodig de thee - vooral groene en witte thee - af te gieten.

## Gebruik

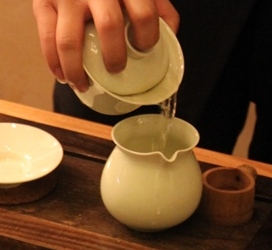
Gaiwan in gebruik bij een theeceremonie

Zoals boven beschreven kan de gaiwan gebruikt worden om de thee rechtstreeks uit de kom te drinken. Daarnaast kan het - als onderdeel van de theeceremonie - voor het laten trekken van de thee gebruikt worden.
De gaiwan wordt altijd eerst met kokend water uitgespoeld om het materiaal voor te verwarmen. Dan worden de theeblaadjes toegevoegd, het hete of kokende water erop gegoten en de deksel op het kommetje gelegd. Meestal wordt dan, voordat de thee trekken kan, de thee gereinigd door snel af te gieten en nieuw kokend water erop te gieten. Afhankelijk van de methode en de soort thee kan dit ook worden herhaald.
Nadat de thee getrokken is wordt de deksel een beetje gekiept. Door de ontstane gleuf kan de thee er uit lopen, terwijl de theeblaadjes tegengehouden worden. Gebruikelijk is dat de gaiwan zo vastgehouden wordt dat de wijsvinger de deksel vastdrukt en duim en overige vingers de kom grijpen. Dan wordt de gaiwan opgetild en de thee door de gleuf in het theekannetje of direct in de voorverwarmde kopjes gegoten. Onder het servies staat een lekbak, die gaten heeft om gemorste thee en water op te vangen.